# Temple des six banians
Le temple des six banians (en mandarin simplifié : 六榕寺) est un temple bouddhisme situé à  Canton dans la province du Guangdong en République populaire de Chine. Il est fondé en 537, mais reconstruit au XIe.